# Sattelbach (Gemeinde Heiligenkreuz)
Sattelbach ist eine Ortschaft in der Gemeinde Heiligenkreuz im Bezirk Baden in Niederösterreich. Die Ortschaft hat 148 Einwohner (Stand 1. Jänner 2024).

## Geografie
Das im Süden von Heiligenkreuz gelegene Dorf befindet sich an der Mündung des Sattelbachs in die Schwechat und ist über die Badener Straße erreichbar. Zur Ortschaft zählen auch die Siedlung Hofwiese und die Rotte Schwechatbach.

## Geschichte
Laut Adressbuch von Österreich waren im Jahr 1938 in Sattelbach ein Gastwirt, zwei Holzhändler, ein Milchhändler und einige Landwirte ansässig. Weiters gab es beim Ort ein Kalkwerk.